# 主運動系
主運動系（しゅうんどうけい、main driving system）は、エンジンの内、ピストン、コンロッド、クランクシャフトを中心とする部品の系統。
この系統により燃焼室内で発生した熱エネルギーは仕事に変換される。